# Матковський Осип
Осип (Йосип) Матковський (* 15 квітня 1896, с. Мохнате, нині Козівська сільська громада, Стрийський район, Львівська область — 4 липня 1968, Чикаго, США) — український військовик, громадський діяч, доктор.

## Короткий життєис
У званні сотника УГА брав участь у боях з поляками і більшовиками.
Після поразки УГА у визвольних змаганнях, інтернований в Німецькому Яблонному на Чехословаччині. Закінчив освіту в Празі у 1923 році та переїхав на Закарпаття, де лікував легені після польського полону.
Був співвласником разом з Юліаном Головінським автобусного підприємства на шляху Львів-Чесанів. Був заступником Крайового коменданта Юліана Головінського і бойовим референтом УВО.
Емігрував до США. Автор спогадів про УВО.
Помер 4 липня 1968 року в Чикаго.
Похований на цвинтарі у Саут-Баунд-Брук.

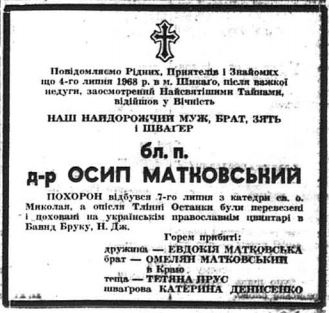
Повідомлення про смерть Осипа Матковського у газеті "Свобода" 1968 рік.